# Yên Tập
Yên Tập là một xã thuộc huyện Cẩm Khê, tỉnh Phú Thọ, Việt Nam.

## Địa lý
Xã Yên Tập có vị trí địa lý:
- Phía đông giáp sông Hồng
- Phía tây giáp xã Phú Khê
- Phía nam giáp xã Phú Lạc
- Phía bắc giáp thị trấn Cẩm Khê.

Xã Yên Tập có diện tích 3,7 km², dân số năm 2012 là 4.268 người, mật độ dân số đạt 1.153 người/km².
Tổng diện tích tự nhiên của xã là 374,08 ha. Trong đó, đất sản xuất nông nghiệp là 252,03 ha, diện tích đất chuyên dùng là 37,44 ha, diện tích đất ở là 29,82 ha. Toàn xã có 1.055 hộ với 4.268 khẩu (2012). Toàn dân theo đạo Công giáo, sống chủ yếu bằng nghề nông nghiệp.

## Giao thông
Xã có đường quốc lộ 32C chạy qua. 